# Forkarby
Forkarby är en småort i Bälinge socken i Uppsala kommun belägen en mil norr om Uppsala centrum och cirka två kilometer söder om Bälinge.
Forkarby är Upplands största historiska by och alltjämt en levande bymiljö. Byn var tidigare en av Upplands största byar och har med sin täta bebyggelse, ålderdomliga vägnät och långsmala tomter ännu bevarat sitt äldre bebyggelsemönster. Gravfält och enstaka fornlämningar visar att bosättningen har förhistoriskt ursprung.

## Historia
Byn är känd i förhistoriskt källmaterial då en av byborna, Anders i Forkarby, tillhörde den grupp av lagkunniga män som skrev ned Upplandslagen på 1290-talet.